# Cyananthus sherriffii
Cyananthus sherriffii är en klockväxtart som beskrevs av John Macqueen Cowan. Cyananthus sherriffii ingår i släktet Cyananthus, och familjen klockväxter.
Artens utbredningsområde är Tibet. Inga underarter finns listade i Catalogue of Life.